# Onthophagus zuvandi
Onthophagus zuvandi es una especie de insecto del género Onthophagus, familia Scarabaeidae, orden Coleoptera.
Fue descrita científicamente por Qaryagdy en 1939.